# Éliminatoires de la Coupe du monde de football 2010, zone Afrique, troisième tour
Cet article donne les résultats des matchs du troisième tour de qualification pour la zone Afrique pour la qualification à la Coupe du monde 2010.
Les 20 équipes encore en lice ont été réparties en cinq groupes de quatre lors du tirage au sort du 22 octobre 2008 à Zurich. Les vainqueurs des groupes rejoindront l'Afrique du Sud à la Coupe du monde 2010 et l'Angola à la coupe d'Afrique des nations 2010. Les équipes classées deuxième et troisième rejoindront l'Angola à la coupe d'Afrique des nations 2010.

## Tirage au sort
Les équipes ont été réparties sur la base du Classement FIFA d'Octobre 2008 (classement entre parenthèses). Une équipe pour chacun des chapeaux a été répartie dans chaque groupe.
| Chapeau 1                                                            | Chapeau 2                                                  | Chapeau 3                                                      | Chapeau 4                                                        |
| -------------------------------------------------------------------- | ---------------------------------------------------------- | -------------------------------------------------------------- | ---------------------------------------------------------------- |
| Cameroun (12) Égypte (22) Ghana (25) Nigeria (27) Côte d'Ivoire (29) | Guinée (41) Maroc (43) Tunisie (47) Mali (53) Algérie (56) | Burkina Faso (63) Gabon (67) Zambie (70) Kenya (79) Bénin (81) | Rwanda (87) Togo (91) Mozambique (100) Soudan (106) Malawi (109) |

En gras, les équipes qualifiées pour la phase finale de la Coupe du monde 2010.
| Légende pour les Pays qualifiés                                                     |
| ----------------------------------------------------------------------------------- |
| Pays qualifiées pour la Coupe du monde 2010 et la Coupe d'Afrique des Nations 2010. |
| Pays qualifiées pour la Coupe d'Afrique des Nations 2010.                           |

## Groupe A
| Rang | Équipe   | Pts | J | G | N | P | Bp | Bc | Diff |  | Résultats (▼ dom., ► ext.) |     |     |     |     |
| ---- | -------- | --- | - | - | - | - | -- | -- | ---- |  | -------------------------- | --- | --- | --- | --- |
| 1    | Cameroun | 13  | 6 | 4 | 1 | 1 | 9  | 2  | +7   |  | Cameroun                   |     | 2-1 | 3-0 | 0-0 |
| 2    | Gabon    | 9   | 6 | 3 | 0 | 3 | 9  | 7  | +2   |  | Gabon                      | 0-2 |     | 3-0 | 3-1 |
| 3    | Togo     | 8   | 6 | 2 | 2 | 2 | 3  | 7  | -4   |  | Togo                       | 1-0 | 1-0 |     | 1-1 |
| 4    | Maroc    | 3   | 6 | 0 | 3 | 3 | 3  | 8  | -5   |  | Maroc                      | 0-2 | 1-2 | 0-0 |     |

- Le Cameroun est qualifié pour la Coupe du monde 2010 et la CAN 2010.
- Le Gabon et le Togo sont qualifiés pour la CAN 2010.

| 28 mars 2009 | Togo         | 1 – 0 | Cameroun | Ohene Djan Stadium, Accra (Ghana)                   |                                                     |
| 16:00 UTC+0  | Adebayor 11e |       |          | Spectateurs : 26 450 Arbitrage : Essam Abd El Fatah | Spectateurs : 26 450 Arbitrage : Essam Abd El Fatah |
| 16:00 UTC+0  | Rapport      |       |          | Spectateurs : 26 450 Arbitrage : Essam Abd El Fatah | Spectateurs : 26 450 Arbitrage : Essam Abd El Fatah |

| 28 mars 2009 | Maroc           | 1 – 2 | Gabon                     | Complexe Mohamed V, Casablanca                 |                                                |
| 20:00 UTC+0  | El Hamdaoui 84e |       | Aubameyang 34e · Méyé 45e | Spectateurs : 38 000 Arbitrage : Badara Diatta | Spectateurs : 38 000 Arbitrage : Badara Diatta |
| 20:00 UTC+0  | Rapport         |       |                           | Spectateurs : 38 000 Arbitrage : Badara Diatta | Spectateurs : 38 000 Arbitrage : Badara Diatta |

| 6 juin 2009 | Gabon                                   | 3 – 0 | Togo | Stade Omar Bongo, Libreville                   |                                                |
| 15:30 UTC+1 | Ecuele 11e · Méyé 56e · Brou Apanga 83e |       |      | Spectateurs : 20 000 Arbitrage : Verson Lwanja | Spectateurs : 20 000 Arbitrage : Verson Lwanja |
| 15:30 UTC+1 | Rapport                                 |       |      | Spectateurs : 20 000 Arbitrage : Verson Lwanja | Spectateurs : 20 000 Arbitrage : Verson Lwanja |

| 7 juin 2009 | Cameroun | 0 – 0 | Maroc | Stade Omnisports Ahmadou Ahidjo, Yaoundé                 |                                                          |
| 15:30 UTC+1 |          |       |       | Spectateurs : 50 000 Arbitrage : Rajindraparsad Seechurn | Spectateurs : 50 000 Arbitrage : Rajindraparsad Seechurn |
| 15:30 UTC+1 | Rapport  |       |       | Spectateurs : 50 000 Arbitrage : Rajindraparsad Seechurn | Spectateurs : 50 000 Arbitrage : Rajindraparsad Seechurn |

| 20 juin 2009 | Maroc   | 0 – 0 | Togo | Complexe Sportif Moulay Abdallah, Rabat           |                                                   |
| 20:00 UTC+0  |         |       |      | Spectateurs : 22 000 Arbitrage : Wellington Kaoma | Spectateurs : 22 000 Arbitrage : Wellington Kaoma |
| 20:00 UTC+0  | Rapport |       |      | Spectateurs : 22 000 Arbitrage : Wellington Kaoma | Spectateurs : 22 000 Arbitrage : Wellington Kaoma |

| 5 septembre 2009 | Gabon   | 0 – 2 | Cameroun              | Stade Omar Bongo, Libreville                   |                                                |
| 16:30 UTC+1      |         |       | Emana 66e · Eto'o 68e | Spectateurs : 10 000 Arbitrage : Alfred Ndinya | Spectateurs : 10 000 Arbitrage : Alfred Ndinya |
| 16:30 UTC+1      | Rapport |       |                       | Spectateurs : 10 000 Arbitrage : Alfred Ndinya | Spectateurs : 10 000 Arbitrage : Alfred Ndinya |

| 6 septembre 2009 | Togo       | 1 – 1 | Maroc         | Kegue, Lomé                                      |                                                  |
| 17:30 UTC+0      | Salifou 4e |       | Taarabt 90+3e | Spectateurs : 24 651 Arbitrage : Muhmed Sessonga | Spectateurs : 24 651 Arbitrage : Muhmed Sessonga |
| 17:30 UTC+0      | Rapport    |       |               | Spectateurs : 24 651 Arbitrage : Muhmed Sessonga | Spectateurs : 24 651 Arbitrage : Muhmed Sessonga |

| 9 septembre 2009 | Cameroun               | 2 – 1 | Gabon      | Stade Omnisports Ahmadou Ahidjo, Yaoundé         |                                                  |
| 15:30 UTC+1      | Makoun 24e · Eto'o 64e |       | Cousin 90e | Spectateurs : 38 000 Arbitrage : Kacem Bennaceur | Spectateurs : 38 000 Arbitrage : Kacem Bennaceur |
| 15:30 UTC+1      | Rapport                |       |            | Spectateurs : 38 000 Arbitrage : Kacem Bennaceur | Spectateurs : 38 000 Arbitrage : Kacem Bennaceur |

| 10 octobre 2009 | Cameroun                            | 3 – 0 | Togo | Stade Omnisports Ahmadou Ahidjo, Yaoundé          |                                                   |
| 15:30 UTC+1     | Geremi 32e · Makoun 47e · Emana 52e |       |      | Spectateurs : 37 400 Arbitrage : Wellington Kaoma | Spectateurs : 37 400 Arbitrage : Wellington Kaoma |
| 15:30 UTC+1     | Rapport                             |       |      | Spectateurs : 37 400 Arbitrage : Wellington Kaoma | Spectateurs : 37 400 Arbitrage : Wellington Kaoma |

| 10 octobre 2009 | Gabon                                            | 3 – 1 | Maroc       | Stade Omar Bongo, Libreville                     |                                                  |
| 15:30 UTC+1     | Madhoufi 45e (csc) · Mouloungui 67e · Cousin 72e |       | Taarabt 89e | Spectateurs : 14 000 Arbitrage : Noumandiez Doue | Spectateurs : 14 000 Arbitrage : Noumandiez Doue |
| 15:30 UTC+1     | Rapport                                          |       |             | Spectateurs : 14 000 Arbitrage : Noumandiez Doue | Spectateurs : 14 000 Arbitrage : Noumandiez Doue |

| 14 novembre 2009 | Maroc   | 0 – 2 | Cameroun             | Complexe sportif de Fès, Fès |                            |
| 15:30 UTC+1      |         |       | Webo 52e · Eto'o 82e | Arbitrage : Daniel Bennett   | Arbitrage : Daniel Bennett |
| 15:30 UTC+1      | Rapport |       |                      | Arbitrage : Daniel Bennett   | Arbitrage : Daniel Bennett |

| 14 novembre 2009 | Togo      | 1 – 0 | Gabon | Stade de Kégué, Lomé                |                                     |
| 15:30 UTC+1      | Ayité 70e |       |       | Arbitrage : Rajindraparsad Seechurn | Arbitrage : Rajindraparsad Seechurn |
| 15:30 UTC+1      | Rapport   |       |       | Arbitrage : Rajindraparsad Seechurn | Arbitrage : Rajindraparsad Seechurn |

## Groupe B
| Rang | Équipe     | Pts | J | G | N | P | Bp | Bc | Diff |  | Résultats (▼ dom., ► ext.) |     |     |     |     |
| ---- | ---------- | --- | - | - | - | - | -- | -- | ---- |  | -------------------------- | --- | --- | --- | --- |
| 1    | Nigeria    | 12  | 6 | 3 | 3 | 0 | 9  | 4  | +5   |  | Nigeria                    |     | 2-2 | 1-0 | 3-0 |
| 2    | Tunisie    | 11  | 6 | 3 | 2 | 1 | 7  | 4  | +3   |  | Tunisie                    | 0-0 |     | 2-0 | 1-0 |
| 3    | Mozambique | 7   | 6 | 2 | 1 | 3 | 3  | 5  | -2   |  | Mozambique                 | 0-0 | 1-0 |     | 1-0 |
| 4    | Kenya      | 3   | 6 | 1 | 0 | 5 | 5  | 11 | -6   |  | Kenya                      | 2-3 | 1-2 | 2-1 |     |

- Le Nigeria est qualifié pour la Coupe du monde 2010 et la CAN 2010.
- La Tunisie et le Mozambique sont qualifiés pour la CAN 2010.

| 28 mars 2009 | Kenya      | 1 – 2 | Tunisie              | Nyayo National Stadium, Nairobi                       |                                                       |
| 16:00 UTC+3  | Oliech 70e |       | Jemal 5e · Jemâa 72e | Spectateurs : 27 000 Arbitrage : Raphaël Evehe Divine | Spectateurs : 27 000 Arbitrage : Raphaël Evehe Divine |
| 16:00 UTC+3  | Rapport    |       |                      | Spectateurs : 27 000 Arbitrage : Raphaël Evehe Divine | Spectateurs : 27 000 Arbitrage : Raphaël Evehe Divine |

| 29 mars 2009 | Mozambique | 0 – 0 | Nigeria | Estádio da Machava, Maputo                    |                                               |
| 15:00 UTC+2  |            |       |         | Spectateurs : 35 000 Arbitrage : Amanuel Eyob | Spectateurs : 35 000 Arbitrage : Amanuel Eyob |
| 15:00 UTC+2  | Rapport    |       |         | Spectateurs : 35 000 Arbitrage : Amanuel Eyob | Spectateurs : 35 000 Arbitrage : Amanuel Eyob |

| 6 juin 2009 | Tunisie                     | 2 – 0 | Mozambique | Stade du 7-Novembre, Radès                     |                                                |
| 18:00 UTC+1 | Ben Yahia 21e · Darraji 91e |       |            | Spectateurs : 28 000 Arbitrage : Kokou Djaoupe | Spectateurs : 28 000 Arbitrage : Kokou Djaoupe |
| 18:00 UTC+1 | Rapport                     |       |            | Spectateurs : 28 000 Arbitrage : Kokou Djaoupe | Spectateurs : 28 000 Arbitrage : Kokou Djaoupe |

| 7 juin 2009 | Nigeria                  | 3 – 0 | Kenya | Abuja Stadium, Abuja                                |                                                     |
| 17:00 UTC+1 | Uche 2e · Obinna 73e 77e |       |       | Spectateurs : 60 000 Arbitrage : Abdellah El Achiri | Spectateurs : 60 000 Arbitrage : Abdellah El Achiri |
| 17:00 UTC+1 | Rapport                  |       |       | Spectateurs : 60 000 Arbitrage : Abdellah El Achiri | Spectateurs : 60 000 Arbitrage : Abdellah El Achiri |

| 20 juin 2009 | Tunisie | 0 – 0 | Nigeria | Stade du 7-Novembre, Radès                       |                                                  |
| 19:10 UTC+1  |         |       |         | Spectateurs : 57 000 Arbitrage : Koman Coulibaly | Spectateurs : 57 000 Arbitrage : Koman Coulibaly |
| 19:10 UTC+1  | Rapport |       |         | Spectateurs : 57 000 Arbitrage : Koman Coulibaly | Spectateurs : 57 000 Arbitrage : Koman Coulibaly |

| 20 juin 2009 | Kenya                            | 2 – 1 | Mozambique    | Nyayo National Stadium, Nairobi                 |                                                 |
| 16:00 UTC+3  | J. Owino 5e · Mariaga 76e (pen.) |       | Dominguês 49e | Spectateurs : 15 000 Arbitrage : Yakhouba Keita | Spectateurs : 15 000 Arbitrage : Yakhouba Keita |
| 16:00 UTC+3  | Rapport                          |       |               | Spectateurs : 15 000 Arbitrage : Yakhouba Keita | Spectateurs : 15 000 Arbitrage : Yakhouba Keita |

| 6 septembre 2009 | Mozambique    | 1 – 0 | Kenya | Estádio da Machava, Maputo                       |                                                  |
| 15:00 UTC+2      | Tico-Tico 67e |       |       | Spectateurs : 35 000 Arbitrage : Koman Coulibaly | Spectateurs : 35 000 Arbitrage : Koman Coulibaly |
| 15:00 UTC+2      | Rapport       |       |       | Spectateurs : 35 000 Arbitrage : Koman Coulibaly | Spectateurs : 35 000 Arbitrage : Koman Coulibaly |

| 6 septembre 2009 | Nigeria                      | 2 – 2 | Tunisie                  | Abuja Stadium, Abuja                                   |                                                        |
| 18:00 UTC+1      | Odemwingie 24e · Eneramo 80e |       | Taider 25e · Darraji 89e | Spectateurs : 52 000 Arbitrage : Bennett Daniel Frazer | Spectateurs : 52 000 Arbitrage : Bennett Daniel Frazer |
| 18:00 UTC+1      | Rapport                      |       |                          | Spectateurs : 52 000 Arbitrage : Bennett Daniel Frazer | Spectateurs : 52 000 Arbitrage : Bennett Daniel Frazer |

| 11 octobre 2009 | Nigeria      | 1 – 0 | Mozambique | Abuja Stadium, Abuja                                 |                                                      |
| 18:00 UTC+1     | Obinna 90+3e |       |            | Spectateurs : 13 000 Arbitrage : Khalid Abdel Rahman | Spectateurs : 13 000 Arbitrage : Khalid Abdel Rahman |
| 18:00 UTC+1     | Rapport      |       |            | Spectateurs : 13 000 Arbitrage : Khalid Abdel Rahman | Spectateurs : 13 000 Arbitrage : Khalid Abdel Rahman |

| 11 octobre 2009 | Tunisie   | 1 – 0 | Kenya | Stade du 7-Novembre, Radès                     |                                                |
| 18:00 UTC+1     | Jemâa 1re |       |       | Spectateurs : 50 000 Arbitrage : Badara Diatta | Spectateurs : 50 000 Arbitrage : Badara Diatta |
| 18:00 UTC+1     | Rapport   |       |       | Spectateurs : 50 000 Arbitrage : Badara Diatta | Spectateurs : 50 000 Arbitrage : Badara Diatta |

| 14 novembre 2009 | Kenya                    | 2 – 3 | Nigeria                      | Kasarani Sports Complex, Nairobi |                          |
| 16:00 UTC+3      | Oliech 16e · Wetende 79e |       | Martins 62e 83e · Yakubu 65e | Arbitrage : Eddy Maillet         | Arbitrage : Eddy Maillet |
| 16:00 UTC+3      | Rapport                  |       |                              | Arbitrage : Eddy Maillet         | Arbitrage : Eddy Maillet |

| 14 novembre 2009 | Mozambique         | 1 – 0 | Tunisie | Estádio da Machava, Maputo  |                             |
| 15:00 UTC+2      | Dario Monteiro 83e |       |         | Arbitrage : Noumandiez Doue | Arbitrage : Noumandiez Doue |
| 15:00 UTC+2      | Rapport            |       |         | Arbitrage : Noumandiez Doue | Arbitrage : Noumandiez Doue |

## Groupe C
| Rang | Équipe  | Pts | J | G | N | P | Bp | Bc | Diff |  | Résultats (▼ dom., ► ext.) |     |     |     |     |
| ---- | ------- | --- | - | - | - | - | -- | -- | ---- |  | -------------------------- | --- | --- | --- | --- |
| 1    | Algérie | 13  | 6 | 4 | 1 | 1 | 9  | 4  | +5   |  | Algérie                    |     | 3-1 | 1-0 | 3-1 |
| 1    | Égypte  | 13  | 6 | 4 | 1 | 1 | 9  | 4  | +5   |  | Égypte                     | 2-0 |     | 1-1 | 3-0 |
| 3    | Zambie  | 5   | 6 | 1 | 2 | 3 | 2  | 5  | -3   |  | Zambie                     | 0-2 | 0-1 |     | 1-0 |
| 4    | Rwanda  | 2   | 6 | 0 | 2 | 4 | 1  | 8  | -7   |  | Rwanda                     | 0-0 | 0-1 | 0-0 |     |

L'Algérie et l'Égypte terminent en tête du groupe à égalité parfaite (points, différence et nombre de buts). Les deux équipes doivent, pour se départager, disputer un match d'appui sur terrain neutre, à Omdurman au Soudan.
|  | Match d'appui |   |
|  |               |   |
|  |               |   |
|  |               |   |
|  | Algérie       | 1 |
|  | Algérie       | 1 |
|  | Égypte        | 0 |
|  | Égypte        | 0 |

- L'Algérie est qualifiée pour la Coupe du monde 2010 et la CAN 2010.
- L'Égypte et la Zambie sont qualifiées pour la CAN 2010.

| 28 mars 2009 | Rwanda  | 0 – 0 | Algérie | Stade Amahoro, Kigali                         |                                               |
| 15:30 UTC+2  |         |       |         | Spectateurs : 22 000 Arbitrage : Coffi Codjia | Spectateurs : 22 000 Arbitrage : Coffi Codjia |
| 15:30 UTC+2  | Rapport |       |         | Spectateurs : 22 000 Arbitrage : Coffi Codjia | Spectateurs : 22 000 Arbitrage : Coffi Codjia |

| 29 mars 2009 | Égypte   | 1 – 1 | Zambie      | Stade international du Caire, Le Caire           |                                                  |
| 19:30 UTC+2  | Zaki 26e |       | Kasonde 56e | Spectateurs : 70 000 Arbitrage : Koman Coulibaly | Spectateurs : 70 000 Arbitrage : Koman Coulibaly |
| 19:30 UTC+2  | Rapport  |       |             | Spectateurs : 70 000 Arbitrage : Koman Coulibaly | Spectateurs : 70 000 Arbitrage : Koman Coulibaly |

| 6 juin 2009 | Zambie     | 1 – 0 | Rwanda | Konkola Stadium, Chililabombwe                             |                                                            |
| 14:00 UTC+2 | Kalaba 79e |       |        | Spectateurs : 28 000 Arbitrage : Cheikh Ahmed Tidiane Seck | Spectateurs : 28 000 Arbitrage : Cheikh Ahmed Tidiane Seck |
| 14:00 UTC+2 | Rapport    |       |        | Spectateurs : 28 000 Arbitrage : Cheikh Ahmed Tidiane Seck | Spectateurs : 28 000 Arbitrage : Cheikh Ahmed Tidiane Seck |

| 7 juin 2009 | Algérie                                  | 3 – 1 | Égypte         | Stade Mustapha Tchaker, Blida                   |                                                 |
| 20:30 UTC+1 | Matmour 60e · Ghezzal 64e · Djebbour 77e |       | Aboutreika 87e | Spectateurs : 26 500 Arbitrage : Daniel Bennett | Spectateurs : 26 500 Arbitrage : Daniel Bennett |
| 20:30 UTC+1 | Rapport                                  |       |                | Spectateurs : 26 500 Arbitrage : Daniel Bennett | Spectateurs : 26 500 Arbitrage : Daniel Bennett |

| 20 juin 2009 | Zambie  | 0 – 2 | Algérie                   | Konkola Stadium, Chililabombwe                       |                                                      |
| 14:00 UTC+2  |         |       | Bougherra 21e · Saifi 66e | Spectateurs : 9 000 Arbitrage : Raphaël Evehe Divine | Spectateurs : 9 000 Arbitrage : Raphaël Evehe Divine |
| 14:00 UTC+2  | Rapport |       |                           | Spectateurs : 9 000 Arbitrage : Raphaël Evehe Divine | Spectateurs : 9 000 Arbitrage : Raphaël Evehe Divine |

| 5 juillet 2009 | Égypte                                 | 3 – 0 | Rwanda | Stade international du Caire, Le Caire           |                                                  |
| 20:30 UTC+2    | Aboutreika 64e, 90e · Hosny 74e (pen.) |       |        | Spectateurs : 18 000 Arbitrage : Emmanuel Imiere | Spectateurs : 18 000 Arbitrage : Emmanuel Imiere |
| 20:30 UTC+2    | Rapport                                |       |        | Spectateurs : 18 000 Arbitrage : Emmanuel Imiere | Spectateurs : 18 000 Arbitrage : Emmanuel Imiere |

| 5 septembre 2009 | Rwanda  | 0 – 1 | Égypte     | Stade Amahoro, Kigali                           |                                                 |
| 15:30 UTC+2      |         |       | Hassan 67e | Spectateurs : 20 000 Arbitrage : Joseph Lamptey | Spectateurs : 20 000 Arbitrage : Joseph Lamptey |
| 15:30 UTC+2      | Rapport |       |            | Spectateurs : 20 000 Arbitrage : Joseph Lamptey | Spectateurs : 20 000 Arbitrage : Joseph Lamptey |

| 6 septembre 2009 | Algérie   | 1 – 0 | Zambie | Stade Mustapha Tchaker, Blida                            |                                                          |
| 22:00 UTC+1      | Saifi 59e |       |        | Spectateurs : 30 000 Arbitrage : Rajindraparsad Seechurn | Spectateurs : 30 000 Arbitrage : Rajindraparsad Seechurn |
| 22:00 UTC+1      | Rapport   |       |        | Spectateurs : 30 000 Arbitrage : Rajindraparsad Seechurn | Spectateurs : 30 000 Arbitrage : Rajindraparsad Seechurn |

| 10 octobre 2009 | Zambie  | 0 – 1 | Égypte    | Konkola Stadium, Chililabombwe                 |                                                |
| 14:00 UTC+2     |         |       | Hosny 68e | Spectateurs : 10 000 Arbitrage : Kokou Djaoupe | Spectateurs : 10 000 Arbitrage : Kokou Djaoupe |
| 14:00 UTC+2     | Rapport |       |           | Spectateurs : 10 000 Arbitrage : Kokou Djaoupe | Spectateurs : 10 000 Arbitrage : Kokou Djaoupe |

| 11 octobre 2009 | Algérie                                          | 3 – 1 | Rwanda     | Stade Mustapha Tchaker, Blida                   |                                                 |
| 19:15 UTC+1     | Ghezzal 22e · Belhadj 45+2e · Ziani 90+5e (pen.) |       | Mutesa 20e | Spectateurs : 22 000 Arbitrage : Yakhouba Keita | Spectateurs : 22 000 Arbitrage : Yakhouba Keita |
| 19:15 UTC+1     | Rapport                                          |       |            | Spectateurs : 22 000 Arbitrage : Yakhouba Keita | Spectateurs : 22 000 Arbitrage : Yakhouba Keita |

| 14 novembre 2009 | Égypte                 | 2 – 0 | Algérie | Stade international du Caire, Le Caire        |                                               |
| 18:30 UTC+3      | Zaki 2e · Moteab 90+5e |       |         | Spectateurs : 75 000 Arbitrage : Jerome Damon | Spectateurs : 75 000 Arbitrage : Jerome Damon |
| 18:30 UTC+3      | Rapport                |       |         | Spectateurs : 75 000 Arbitrage : Jerome Damon | Spectateurs : 75 000 Arbitrage : Jerome Damon |

| 14 novembre 2009 | Rwanda  | 0 – 0 | Zambie | Stade Amahoro, Kigali    |                          |
| 15:30 UTC+2      |         |       |        | Arbitrage : Jamel Ambaya | Arbitrage : Jamel Ambaya |
| 15:30 UTC+2      | Rapport |       |        | Arbitrage : Jamel Ambaya | Arbitrage : Jamel Ambaya |

Match d'appui
| 18 novembre 2009 | Algérie   | 1 – 0 | Égypte | Al Merreikh Stadium, Omdurman (Soudan) |                          |
| 20:30 UTC+3      | Yahia 40e |       |        | Arbitrage : Eddy Maillet               | Arbitrage : Eddy Maillet |
| 20:30 UTC+3      | Rapport   |       |        | Arbitrage : Eddy Maillet               | Arbitrage : Eddy Maillet |

## Groupe D
| Rang | Équipe | Pts | J | G | N | P | Bp | Bc | Diff |  | Résultats (▼ dom., ► ext.) |     |     |     |     |
| ---- | ------ | --- | - | - | - | - | -- | -- | ---- |  | -------------------------- | --- | --- | --- | --- |
| 1    | Ghana  | 13  | 6 | 4 | 1 | 1 | 9  | 3  | +6   |  | Ghana                      |     | 2-2 | 1-0 | 2-0 |
| 2    | Bénin  | 10  | 6 | 3 | 1 | 2 | 6  | 6  | 0    |  | Mali                       | 0-2 |     | 3-1 | 1-0 |
| 3    | Mali   | 9   | 6 | 2 | 3 | 1 | 8  | 7  | +1   |  | Bénin                      | 1-0 | 1-1 |     | 1-0 |
| 4    | Soudan | 1   | 6 | 0 | 1 | 5 | 2  | 9  | -7   |  | Soudan                     | 0-2 | 1-1 | 1-2 |     |

- Le Ghana est qualifié pour la Coupe du monde 2010 et pour la CAN 2010.
- Le Mali et le Bénin sont qualifiés pour la CAN 2010.

| 28 mars 2009 | Soudan       | 1 – 1 | Mali        | Stade de Al-Merrikh, Omdurman                 |                                               |
| 20:00 UTC+3  | El Tahir 24e |       | Kanouté 20e | Spectateurs : 35 000 Arbitrage : Eddy Maillet | Spectateurs : 35 000 Arbitrage : Eddy Maillet |
| 20:00 UTC+3  | Rapport      |       |             | Spectateurs : 35 000 Arbitrage : Eddy Maillet | Spectateurs : 35 000 Arbitrage : Eddy Maillet |

| 29 mars 2009 | Ghana     | 1 – 0 | Bénin | Baba Yara Stadium, Kumasi                       |                                                 |
| 17:00 UTC+0  | Tagoe 1re |       |       | Spectateurs : 39 000 Arbitrage : Daniel Bennett | Spectateurs : 39 000 Arbitrage : Daniel Bennett |
| 17:00 UTC+0  | Rapport   |       |       | Spectateurs : 39 000 Arbitrage : Daniel Bennett | Spectateurs : 39 000 Arbitrage : Daniel Bennett |

| 7 juin 2009 | Bénin          | 1 – 0 | Soudan | Stade de l'Amitié, Cotonou                      |                                                 |
| 16:00 UTC+1 | Omotoyossi 19e |       |        | Spectateurs : 26 000 Arbitrage : Kenias Marange | Spectateurs : 26 000 Arbitrage : Kenias Marange |
| 16:00 UTC+1 | Rapport        |       |        | Spectateurs : 26 000 Arbitrage : Kenias Marange | Spectateurs : 26 000 Arbitrage : Kenias Marange |

| 7 juin 2009 | Mali    | 0 – 2 | Ghana                   | Stade du 26 mars, Bamako                              |                                                       |
| 19:00 UTC+0 |         |       | Asamoah 67e · Amoah 79e | Spectateurs : 40 000 Arbitrage : Raphaël Evehe Divine | Spectateurs : 40 000 Arbitrage : Raphaël Evehe Divine |
| 19:00 UTC+0 | Rapport |       |                         | Spectateurs : 40 000 Arbitrage : Raphaël Evehe Divine | Spectateurs : 40 000 Arbitrage : Raphaël Evehe Divine |

| 20 juin 2009 | Soudan  | 0 – 2 | Ghana         | Stade de Al-Merrikh, Omdurman                 |                                               |
| 20:00 UTC+3  |         |       | Amoah 5e, 52e | Spectateurs : 30 000 Arbitrage : Jamel Ambaya | Spectateurs : 30 000 Arbitrage : Jamel Ambaya |
| 20:00 UTC+3  | Rapport |       |               | Spectateurs : 30 000 Arbitrage : Jamel Ambaya | Spectateurs : 30 000 Arbitrage : Jamel Ambaya |

| 21 juin 2009 | Mali                                 | 3 – 1 | Bénin           | Stade du 26 mars, Bamako                            |                                                     |
| 19:00 UTC+0  | Maïga 21e · Diallo 75e · Kanouté 83e |       | S. Tchomogo 12e | Spectateurs : 40 000 Arbitrage : Essam Abd El Fatah | Spectateurs : 40 000 Arbitrage : Essam Abd El Fatah |
| 19:00 UTC+0  | Rapport                              |       |                 | Spectateurs : 40 000 Arbitrage : Essam Abd El Fatah | Spectateurs : 40 000 Arbitrage : Essam Abd El Fatah |

| 6 septembre 2009 | Bénin      | 1 – 1 | Mali        | Stade de l'Amitié, Cotonou                    |                                               |
| 17:00 UTC+1      | Aoudou 87e |       | Samassa 72e | Spectateurs : 33 000 Arbitrage : Jérôme Damon | Spectateurs : 33 000 Arbitrage : Jérôme Damon |
| 17:00 UTC+1      | Rapport    |       |             | Spectateurs : 33 000 Arbitrage : Jérôme Damon | Spectateurs : 33 000 Arbitrage : Jérôme Damon |

| 6 septembre 2009 | Ghana                    | 2 – 0 | Soudan | Ohene Djan Sports Stadium, Accra                    |                                                     |
| 17:00 UTC+0      | Muntari 14e · Essien 53e |       |        | Spectateurs : 38 000 Arbitrage : Essam Abd El Fatah | Spectateurs : 38 000 Arbitrage : Essam Abd El Fatah |
| 17:00 UTC+0      | Rapport                  |       |        | Spectateurs : 38 000 Arbitrage : Essam Abd El Fatah | Spectateurs : 38 000 Arbitrage : Essam Abd El Fatah |

| 11 octobre 2009 | Bénin        | 1 – 0 | Ghana | Stade de l'Amitié, Cotonou                     |                                                |
| 17:00 UTC+1     | Aoudou 90+2e |       |       | Spectateurs : 20 000 Arbitrage : Verson Lwanda | Spectateurs : 20 000 Arbitrage : Verson Lwanda |
| 17:00 UTC+1     | Rapport      |       |       | Spectateurs : 20 000 Arbitrage : Verson Lwanda | Spectateurs : 20 000 Arbitrage : Verson Lwanda |

| 11 octobre 2009 | Mali        | 1 – 0 | Soudan | Stade du 26 mars, Bamako                         |                                                  |
| 20:00 UTC+0     | Kanouté 89e |       |        | Spectateurs : 15 000 Arbitrage : Mohamed Benouza | Spectateurs : 15 000 Arbitrage : Mohamed Benouza |
| 20:00 UTC+0     | Rapport     |       |        | Spectateurs : 15 000 Arbitrage : Mohamed Benouza | Spectateurs : 15 000 Arbitrage : Mohamed Benouza |

| 14 novembre 2009 | Soudan           | 1 – 2 | Bénin                            | Al Merreikh Stadium, Omdurman |                         |
| 20:00 UTC+3      | Ishag 45e (pen.) |       | Omotoyossi 36e (pen.) · Boco 62e | Arbitrage : Slim Jedidi       | Arbitrage : Slim Jedidi |
| 20:00 UTC+3      | Rapport          |       |                                  | Arbitrage : Slim Jedidi       | Arbitrage : Slim Jedidi |

| 15 novembre 2009 | Ghana                 | 2 – 2 | Mali                   | Baba Yara Stadium, Kumasi |                           |
| 17:00 UTC+0      | Amoah 65e · Annan 84e |       | Fané 24e · N'diaye 69e | Arbitrage : Badara Diatta | Arbitrage : Badara Diatta |
| 17:00 UTC+0      | Rapport               |       |                        | Arbitrage : Badara Diatta | Arbitrage : Badara Diatta |

## Groupe E
| Rang | Équipe        | Pts | J | G | N | P | Bp | Bc | Diff |  | Résultats (▼ dom., ► ext.) |     |     |     |     |
| ---- | ------------- | --- | - | - | - | - | -- | -- | ---- |  | -------------------------- | --- | --- | --- | --- |
| 1    | Côte d'Ivoire | 16  | 6 | 5 | 1 | 0 | 19 | 4  | +15  |  | Côte d'Ivoire              |     | 5-0 | 5-0 | 3-0 |
| 2    | Burkina Faso  | 12  | 6 | 4 | 0 | 2 | 10 | 11 | -1   |  | Burkina Faso               | 2-3 |     | 1-0 | 4-2 |
| 3    | Malawi        | 4   | 6 | 1 | 1 | 4 | 4  | 11 | -7   |  | Malawi                     | 1-1 | 0-1 |     | 2-1 |
| 4    | Guinée        | 3   | 6 | 1 | 0 | 5 | 7  | 14 | -7   |  | Guinée                     | 1-2 | 1-2 | 2-1 |     |

- La Côte d'Ivoire est qualifiée pour la Coupe du monde 2010 et la CAN 2010.
- Le Burkina Faso et le Malawi sont qualifiés pour la CAN 2010.

| 28 mars 2009 | Burkina Faso                                     | 4 – 2 | Guinée                             | Stade du 4-Août, Ouagadougou                     |                                                  |
| 18:00 UTC+0  | Kere 23e · A.Traoré 29e · Dagano 53e (pen.), 66e |       | Feindouno 61e (pen.) · Zayatte 86e | Spectateurs : 30 000 Arbitrage : Mohamed Benouza | Spectateurs : 30 000 Arbitrage : Mohamed Benouza |
| 18:00 UTC+0  | Rapport                                          |       |                                    | Spectateurs : 30 000 Arbitrage : Mohamed Benouza | Spectateurs : 30 000 Arbitrage : Mohamed Benouza |

| 29 mars 2009 | Côte d'Ivoire                                                 | 5 – 0 | Malawi | Stade Félix Houphouët-Boigny, Abidjan            |                                                  |
| 17:00 UTC+0  | Romaric 1re · Drogba 7e (pen.), 28e · Kalou 59e · B. Koné 71e |       |        | Spectateurs : 34 000 Arbitrage : Djamel Haimoudi | Spectateurs : 34 000 Arbitrage : Djamel Haimoudi |
| 17:00 UTC+0  | Rapport                                                       |       |        | Spectateurs : 34 000 Arbitrage : Djamel Haimoudi | Spectateurs : 34 000 Arbitrage : Djamel Haimoudi |

| 6 juin 2009 | Malawi  | 0 – 1 | Burkina Faso | Kamuzu Stadium, Blantyre                         |                                                  |
| 14:30 UTC+2 |         |       | Dagano 70e   | Spectateurs : 25 000 Arbitrage : Kacem Bennaceur | Spectateurs : 25 000 Arbitrage : Kacem Bennaceur |
| 14:30 UTC+2 | Rapport |       |              | Spectateurs : 25 000 Arbitrage : Kacem Bennaceur | Spectateurs : 25 000 Arbitrage : Kacem Bennaceur |

| 6 juin 2009 | Guinée          | 1 – 2 | Côte d'Ivoire             | Stade 28 septembre, Conakry                         |                                                     |
| 17:00 UTC+0 | S. Bangoura 65e |       | B. Koné 45e · Romaric 72e | Spectateurs : 14 000 Arbitrage : Essam Abd El Fatah | Spectateurs : 14 000 Arbitrage : Essam Abd El Fatah |
| 17:00 UTC+0 | Rapport         |       |                           | Spectateurs : 14 000 Arbitrage : Essam Abd El Fatah | Spectateurs : 14 000 Arbitrage : Essam Abd El Fatah |

| 20 juin 2009 | Burkina Faso             | 2 – 3 | Côte d'Ivoire                           | Stade du 4-Août, Ouagadougou                  |                                               |
| 18:00 UTC+0  | Pitroipa 27e · Bancé 78e |       | Touré 13e · Tall 55e (csc) · Drogba 70e | Spectateurs : 33 056 Arbitrage : Jerome Damon | Spectateurs : 33 056 Arbitrage : Jerome Damon |
| 18:00 UTC+0  | Rapport                  |       |                                         | Spectateurs : 33 056 Arbitrage : Jerome Damon | Spectateurs : 33 056 Arbitrage : Jerome Damon |

| 21 juin 2009 | Guinée             | 2 – 1 | Malawi      | Stade 28 septembre, Conakry                          |                                                      |
| 17:00 UTC+0  | Feindouno 24e, 42e |       | Msowoya 89e | Spectateurs : 14 000 Arbitrage : Khalid Abdel Rahman | Spectateurs : 14 000 Arbitrage : Khalid Abdel Rahman |
| 17:00 UTC+0  | Rapport            |       |             | Spectateurs : 14 000 Arbitrage : Khalid Abdel Rahman | Spectateurs : 14 000 Arbitrage : Khalid Abdel Rahman |

| 5 septembre 2009 | Malawi           | 2 – 1 | Guinée       | Kamuzu Stadium, Blantyre                      |                                               |
| 14:30 UTC+2      | Msowoya 46e, 58e |       | Kalabane 38e | Spectateurs : 15 000 Arbitrage : Coffi Codjia | Spectateurs : 15 000 Arbitrage : Coffi Codjia |
| 14:30 UTC+2      | Rapport          |       |              | Spectateurs : 15 000 Arbitrage : Coffi Codjia | Spectateurs : 15 000 Arbitrage : Coffi Codjia |

| 5 septembre 2009 | Côte d'Ivoire                                                      | 5 – 0 | Burkina Faso | Stade Félix Houphouët-Boigny, Abidjan         |                                               |
| 17:00 UTC+0      | Panandétiguiri 12e (csc) · Drogba 48e, 65e · Touré 55e · Keita 68e |       |              | Spectateurs : 38 209 Arbitrage : Eddy Maillet | Spectateurs : 38 209 Arbitrage : Eddy Maillet |
| 17:00 UTC+0      | Rapport                                                            |       |              | Spectateurs : 38 209 Arbitrage : Eddy Maillet | Spectateurs : 38 209 Arbitrage : Eddy Maillet |

| 10 octobre 2009 | Malawi     | 1 – 1 | Côte d'Ivoire | Kamuzu Stadium, Blantyre                            |                                                     |
| 14:30 UTC+2     | Ngwira 64e |       | Drogba 67e    | Spectateurs : 25 000 Arbitrage : Abdellah El Achiri | Spectateurs : 25 000 Arbitrage : Abdellah El Achiri |
| 14:30 UTC+2     | Rapport    |       |               | Spectateurs : 25 000 Arbitrage : Abdellah El Achiri | Spectateurs : 25 000 Arbitrage : Abdellah El Achiri |

| 11 octobre 2009 | Guinée  | 1 – 2 | Burkina Faso                   | Ohene Djan Sports Stadium, Accra             |                                              |
| 19:00 UTC+0     | Bah 83e |       | Dagano 37e (pen.) · Bamogo 60e | Spectateurs : 5 000 Arbitrage : Jamel Ambaya | Spectateurs : 5 000 Arbitrage : Jamel Ambaya |
| 19:00 UTC+0     | Rapport |       |                                | Spectateurs : 5 000 Arbitrage : Jamel Ambaya | Spectateurs : 5 000 Arbitrage : Jamel Ambaya |

| 14 novembre 2009 | Burkina Faso | 1 – 0 | Malawi | Stade du 4-Août, Ouagadougou   |                                |
| 16:00 UTC+0      | Dagano 46e   |       |        | Arbitrage : Essam Abd El Fatah | Arbitrage : Essam Abd El Fatah |
| 16:00 UTC+0      | Rapport      |       |        | Arbitrage : Essam Abd El Fatah | Arbitrage : Essam Abd El Fatah |

| 14 novembre 2009 | Côte d'Ivoire                       | 3 – 0 | Guinée | Stade Félix Houphouët-Boigny, Abidjan |                            |
| 16:00 UTC+0      | Gervinho 16e, 31e · Siaka Tiéné 68e |       |        | Arbitrage : Kenias Marange            | Arbitrage : Kenias Marange |
| 16:00 UTC+0      | Rapport                             |       |        | Arbitrage : Kenias Marange            | Arbitrage : Kenias Marange |